# Tiszaföldvár
Tiszaföldvár is een plaats (város) en gemeente in het Hongaarse comitaat Jász-Nagykun-Szolnok. Tiszaföldvár telt 11 788 inwoners (2007).